# 集雅公寓
集雅公寓又名乔治公寓（英語：Georgia Apartments），是位于上海市徐汇区衡山路311-331号的一幢历史公寓住宅。公寓处于衡山路南侧，东临西湖公寓，与丽波花园隔路相望。
集雅公寓开工于1934年7月，由知名建筑设计师范文照设计，吴仁安营造厂承建，电气设备则由兴泰电气公司负责。其户型以小户型为主，供单身住户和较小规模的家庭居住，类似于酒店式公寓。著名演员上官云珠和名门闺秀周素琼都曾居住于此。2005年，该建筑入选第四批上海市优秀历史建筑。现在公寓仍为民居，底层沿街开设商铺。

## 建筑特色
集雅公寓占地面积4213平方米，建筑面积6542平方米，为钢混结构建筑。该建筑为范文照后期作品中的代表作之一，风格为现代风格（国际式），但仍带有一些装饰艺术的特征。建筑平面北侧与衡山路平行，南侧中部向后垂直伸出，呈现“T”字形。这样设计是为了留出公寓两侧的车辆通道。建筑立面材质为黄色马赛克贴面。北立面结构对称，由中部的七层向两侧跌落至四层，中部设有六条垂直的白色水泥线条作为装饰，其下的入口处设有雨棚；这些设计体现了装饰艺术的特点。南侧各个立面则完全无任何装饰，体现了现代风格建筑简洁的特点。
公寓可划分为七层的中间单元和四层的东、西两侧单元。中间单元除设门厅及电梯厅外，设两个四室户和六个一室半户，采用套间和凹室布置形式，突出了起居室活动空间。公寓在其北立面中部，东部和西部各有一个出入口。